# Comisiones parlamentarias en Chile
Las comisiones parlamentarias son grupos de trabajo internos del Congreso Nacional de Chile, que permanentes o constituidos con una finalidad particular, son las encargadas de la discusión e informe especializado de un proyecto de ley o un tema sometido a su conocimiento.
Estos grupos de trabajo se dividen en especialidades de acuerdo a lo señalado en las respectivas Constituciones, leyes reguladoras del funcionamiento del Congreso o Parlamento, o en los reglamentos internos de las cámaras legislativas.
Cada rama del Congreso tiene el número de comisiones que sus respectivos reglamentos establecen.

## Integración de Comisiones
La decisión de integrar una comisión la toma cada parlamentario de acuerdo a la cantidad de cupos que tiene su bancada en cada comisión. Los cupos que dispone la bancada dependen del número de parlamentarios que haya elegido.
Luego de definidos los cupos, al interior de cada comité parlamentario o bancada, se elige, de acuerdo a los intereses de cada Diputado, quiénes integrarán cada comisión del Congreso.
Los Diputados y Senadores aunque no sean miembros de una comisión podrán asistir de igual manera, formular indicaciones y tomar parte en sus discusiones, pero no en las votaciones.

## Tipos de Comisiones

### Permanentes
Aquellas establecidas por ley y/o reglamento encargadas del estudio y posterior informe especializado de las materias y proyectos de ley sometidas a su conocimiento.
El funcionamiento de las comisiones permanentes constituye la regla general dentro del marco de la labor legislativa.
Las comisiones permanentes desarrollan su actividad sobre la base de sesiones. Estas son las reuniones que los parlamentarios miembros de una comisión, que tienen lugar siempre que concurra un número mínimo de ellos, pudiendo en este caso, adoptar acuerdos válidos que obligan al resto de los integrantes. Estas sesiones deben realizarse en la sala destinada a ellas. En algunos países estas sesiones son de carácter reservado, en el sentido de que el público no tiene acceso a ellas, excepto los invitados de la comisión para la ilustración de sus debates y las audiencias legislativas públicas.

#### Comisiones Permanentes Cámara de Diputados
En la Cámara de Diputados existen 27 comisiones permanentes, compuestas por 13 miembros cada una, elegidos por la Cámara a propuesta de la Mesa (autoridades elegidas por los propios parlamentarios para dirigir la Corporación), y otra 5 comisiones integradas por diputadas y diputados, creados por ley y destinados a analizar y resolver acerca de materias de organización interna de la Cámara u otras que señalan la Constitución Política de la República y las leyes. La Comisión de Régimen Interno la integran, además de 13 diputados, la directiva de la Mesa de la Cámara.

#### Comisiones Permanentes Senado
Las comisiones permanentes del Senado están compuestas por cinco miembros y cada senador debe pertenecer, a lo menos, a una comisión. Los miembros serán elegidos por el Senado a propuesta del Presidente y durarán en sus cargos todo el período legislativo. La Comisión de Régimen Interno tendrá a su cargo la supervigilancia del orden administrativo e interno de los servicios de la Corporación y la administración del edificio y sus dependencias.

### No permanentes
Según su duración, se distingue entre comisiones permanentes y no permanentes. Entre estas últimas se comprenden, a su vez, las especiales, las unidas y las mixtas.

#### Especiales o Investigadoras
En general, son aquellas especialmente constituidas para el conocimiento de un proyecto de ley determinado o una materia específica y por un plazo determinado. Son propias del ejercicio de la labor fiscalizadora que recae en la Cámara de Diputados.
Actualmente en Chile existen 8 Comisiones Especiales y 6 Comisiones Investigadoras.
El Reglamento de la Cámara de Diputados señala que Comisión Especial es un organismo colegiado creado por acuerdo de la Cámara de Diputados, con la composición y bajo las condiciones que ésta le señale, cuya finalidad es abocarse al estudio de una determinada legislación o a reunir antecedentes sobre una materia específica, debiendo informar a la Sala, en ambos casos, del resultado de su cometido, para obtener un pronunciamiento de ella.
Comisión Investigadora es un organismo colegiado creado por acuerdo de la Cámara de Diputados en ejercicio de sus facultades fiscalizadoras, y con la competencia que le fije la Corporación, según lo previene el mismo reglamento. La competencia que de estas comisiones será aquella que les fijen los acuerdos que fijaron su constitución y esto no puede alterarse ni aun por acuerdo unánime de sus integrantes.
La investigación debe desarrollarse dentro del plazo establecido para su funcionamiento, el cual podrá ser ampliado o renovado con el voto favorable de la mayoría absoluta de los Diputados presentes, siempre que la Comisión lo solicite. Dentro de las facultades, pueden citar a Ministros de Estado y a los funcionarios de los Servicios de la Administración del Estado, de las personas jurídicas creadas por ley o de las empresas en que el Estado tenga representación o aportes de capital, a que concurran a sus sesiones a proporcionar los antecedentes que se estimen necesarios para el cumplimiento del cometido de la Comisión. También podrá citarse a particulares para que declaren sobre determinados hechos y proporcionen los antecedentes que tengan en relación con la materia de la investigación.

#### Unidas
Compuesta por miembros de una o más comisiones distintas del Congreso. En Chile tanto en la Cámara de Diputados como en el Senado, dos o más comisiones podrán encargarse, unidas, del examen de un asunto en particular.
En la cámara las comisiones Unidas deberán sesionar y adoptar acuerdos, a lo menos con tres de sus miembros.

#### Mixtas
Compuesta por miembros de ambas cámaras del Congreso, encargadas de resolver diferencias surgidas entre las cámaras durante la tramitación de un proyecto de ley.

### Bicamerales
Son designadas para el estudio de una materia de interés común para ambas cámaras.

### Según origen normativo
Según su origen normativo, pueden ser:
Constitucionales: Es el caso de las comisiones mixtas, las que se constituyen, por mandato de la Constitución cuando existen discrepancias entre los textos aprobados entre la cámara de origen y la cámara revisora durante el proceso de formación de la ley.
Legales: Es el caso de aquellas comisiones establecidas por imperativo legal, sea para conocer e informar acerca de un proyecto de ley (permanentes) o con fines de fiscalización (especiales).
Reglamentarias: Unidas, por acuerdo de ambas ramas del Congreso Nacional.

## Sesiones de Comisiones
Las comisiones podrán reunirse cualquier día:
1. Cuando se trate de horas distintas de aquellas que tengan acordado sesionar la cámara.
2. Cuando deban ocuparse de una acusación constitucional o considerar proyectos de “suma urgencia” o de “discusión inmediata", en estos dos últimos casos, las Comisiones sólo podrán ser citadas para estos efectos, y ni por asentimiento unánime podrán  tratar otros asuntos, pudiendo sesionar simultáneamente con la sala.
3. Simultáneamente con las sesiones de la cámara y senado que se rijan por las normas de los Incidentes.